# Penthophlebia radiata
Penthophlebia radiata är en fjärilsart som beskrevs av Felder och Alois Friedrich Rogenhofer 1875. Penthophlebia radiata ingår i släktet Penthophlebia och familjen mätare. Inga underarter finns listade i Catalogue of Life.